# Аркоч Йозджан
Аркоч Йозджан (на турски: Arkoç Özcan) е бивш турски футболен вратар и треньор, роден на 2 октомври 1939 г.
Започва кариерата си в истанбулския Вефа, после играе в грандовете Фенербахче и Бешикташ. След това пази вратата на Аустрия Виена, преди да премине в Хамбургер, където до 1974 е несменяем титуляр.
За Турция дебютира на 28 октомври 1958 срещу Белгия (1:1). Има девет мача за националния отбор.
След като приключва активната си състезателна кариера, Йозджан работи като помощник-треньор в Хамбургер в периода 1976 – 1977, след което заменя Руди Гутендорф като старши треньор. Балансът му от двадесет и двата мача начело на отбора е 8 победи, 5 равни и 9 загуби, а Хамбургер завършва на десето място в класирането. Освободен е от поста след края на сезона. След това работи като треньор във втородивизионните Вормация Вормс и Холщайн Кил, също без особен успех. После се завръща в родината си и работи като треньор, но отново не постига успехи.

## Усхехи като футболист
- 1 х Финалист за КНК: 1968
- 1 х Финалист за Купата на Германия: 1974